# Cairui
Cairui (Cai Rui, veraltet: Cairuhy oder Caruhi) ist ein osttimoresischer Suco im Verwaltungsamt Laleia (Gemeinde Manatuto).

## Geographie
Vor der Gebietsreform 2015 hatte Cairui eine Fläche von 111,81 km². Nun sind es 115,07 km². Der Suco liegt im Süden des Verwaltungsamts Laleia. Nördlich befindet sich der Suco Haturalan. Im Westen von Cairui liegt das Verwaltungsamt Manatuto mit seinen Sucos Aiteas und Cribas, im Osten das zur Gemeinde Baucau gehörende Verwaltungsamt Vemasse mit seinen Sucos Uaigae und Vemasse und im Süden das zur Gemeinde (Viqueque) gehörende Verwaltungsamt Laclubar mit seinem Suco Laline. Im Südwesten von Cairui entspringen die Flüsse Laburaque und Ladada, die beide in den Caleuc münden, der den Grenzfluss zu Laline bildet, bis er im Osten auf den Mori trifft. Gemeinsam bilden sie den nach Norden in den Suco Cairui fließenden Fluss Laleia. Ebenfalls im Südwesten von Cairui entspringt der Boi, der dann der Grenze zu Cribas folgt. Nach dem Zufluss des Bucana aus Cribas heißt der Fluss Bueana und bildet bald darauf die Grenze zu Aiteas bildet. Nach der Einmündung des Sorec wird der Fluss Baunoi genannt und folgt einem Stück der Grenze zwischen Cairui und Haturalan, bis er nach Cairui hineinfließt und beim Siedlungszentrum Rai-Mea (Raimea) auf den Laleia trifft. Der Laleia fließt dann nach Nordosten weiter und verlässt den Cairui nach Haturalan, wo noch der im Osten von Cairui entspringende Lago Haui in den Laleia fließt.
Rai-Mea liegt am Nordufer des Laleia. Zum Siedlungszentrum gehören auch die Orte Corohoco (Coroco, Hoco Hoco), Uatu-Sili (Watu-Sili, Hatusili), Uai-Nunu (Wai-Nunu, Wainuno), Bia-Ba'e (Biaboe, Riaboe) und Rai-Bu (Raibua). An der Grenze zu Haturalan liegt am Westufer des Laleia das Dorf Samalai. Grundschulen gibt es in Samalai und in Rai-Mea (Escola Primaria Cairui). In Rai-Mea gibt es außerdem eine medizinische Station. Einige Solarpanels im Suco liefern Strom.
Im Suco befinden sich die sieben Aldeias Bia-Ba'e, Corohoco, Hatu-Karau, Rai-Bu, Rai-Mea, Uai-Nunu und Uatu-Sili.

## Einwohner
Im Suco leben 2.162 Einwohner (2022), davon sind 1.095 Männer und 1.067 Frauen. Im Suco gibt es 432 Haushalte. 34 % der Einwohner geben Midiki als ihre Muttersprache an. Fast 30 % sprechen Kairui, 26 % Galoli, knapp 9 % Tetum Prasa, Minderheiten Mambai, Tetum Terik oder Habun.

## Geschichte
Cairui war ein traditionelles Reich Timors, das von einem Liurai regiert wurden. Es erscheint auf einer Liste von Afonso de Castro, einem ehemaligen Gouverneur von Portugiesisch-Timor, der im Jahre 1868 47 Reiche aufführte.
1845 griff Gouverneur Julião José da Silva Vieira das Reich von Cairui an.

## Politik
Bei den Wahlen von 2004/2005 wurde Roberto Ximenes zum Chefe de Suco gewählt und 2009 und 2016 in seinem Amt bestätigt.